# Fischa
Fischa [fiša], také zvaná Kalte Fischa („Studená Fischa“), je nížinná řeka v Dolních Rakousích jihovýchodně od Vídně, pravý přítok Dunaje. Je dlouhá 35 km a má povodí o ploše 563 km². Protéká částí Vídeňské pánve zvanou Feuchte Ebene („Vlhká rovina“). Celý tok si drží zhruba severovýchodní směr, největšími sídly na řece jsou Ebreichsdorf a Fischamend.
Fischa vzniká v rovině západně od Ebenfurthu, z několika mocných pramenů sbírajících vodu z tzv. Wöllersdorfského suťového kužele (asi 10 km západně). Díky tomu jde od začátku o poměrně vodnatý tok a níže v Gramatneusiedlu může přijmout mnohem delší řeku Piesting (90 km) jako svůj přítok. Pod Fischamendem vtéká do nivy veletoku Dunaje a po několika kilometrech do něj ústí. Je to poslední významnější pravý přítok Dunaje na rakouském území.

## Warme Fischa
Jižně od Fischy se nachází jiný, nesouvisející tok zvaný Warme Fischa („Teplá Fischa“), což je levý přítok Litavy. Mezi Ebenfurthem a Pottendorfem tečou souběžně pár km od sebe. Označení „teplá“ plyne ze stálé teploty jejího pramene (19 °C).

## Galerie

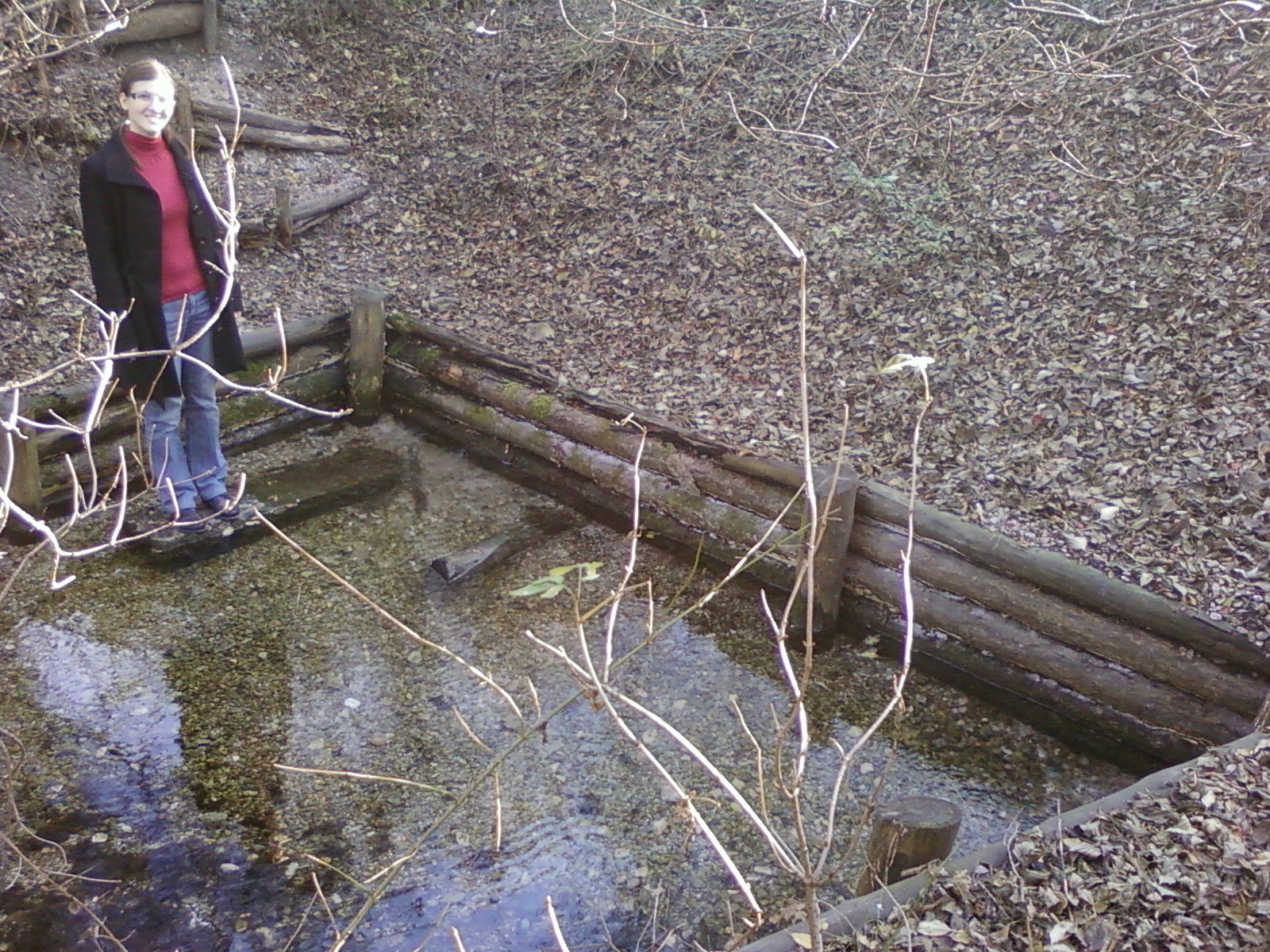
Pramen řeky Fischa
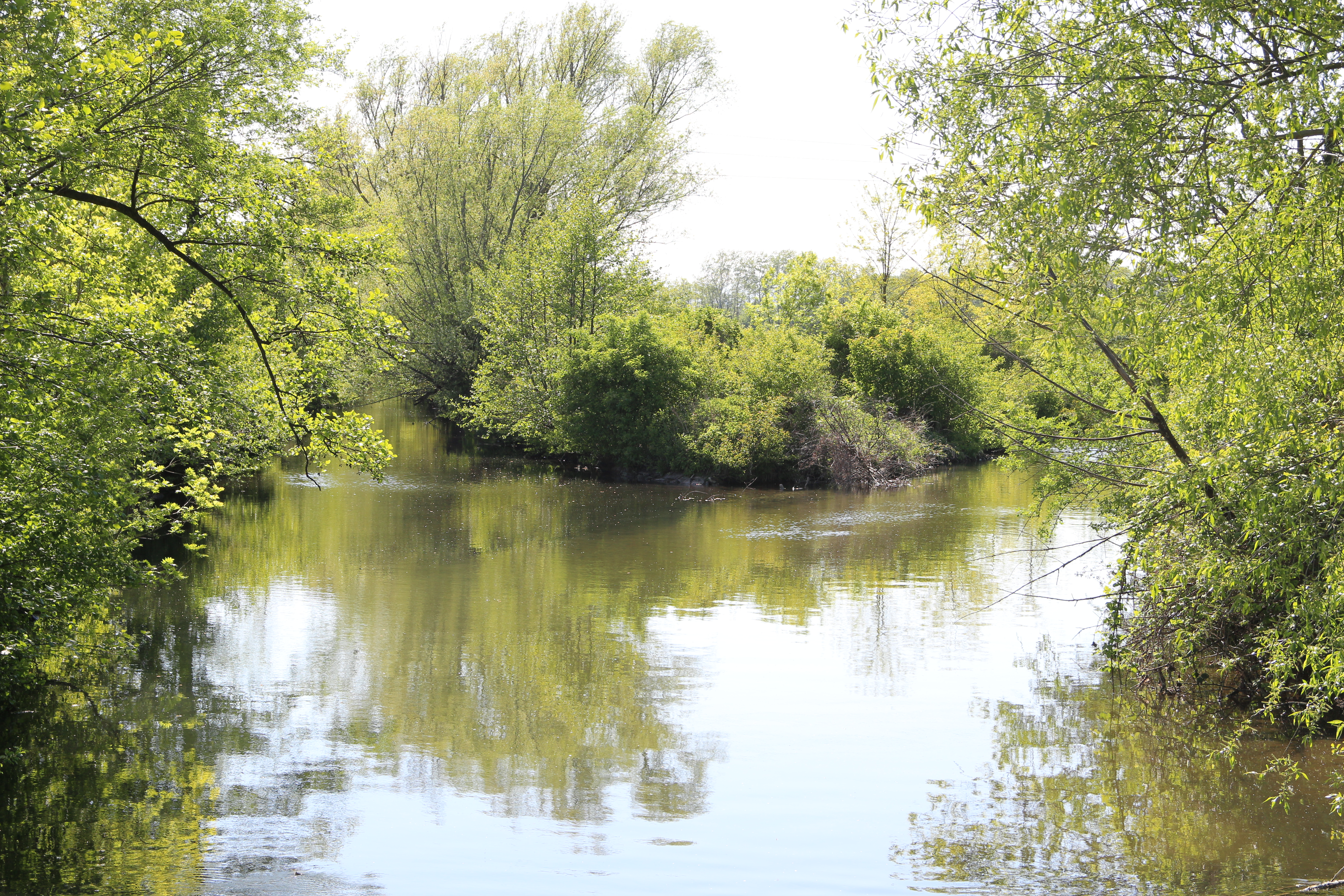
Soutok Fischy a Piestingu (vpravo)
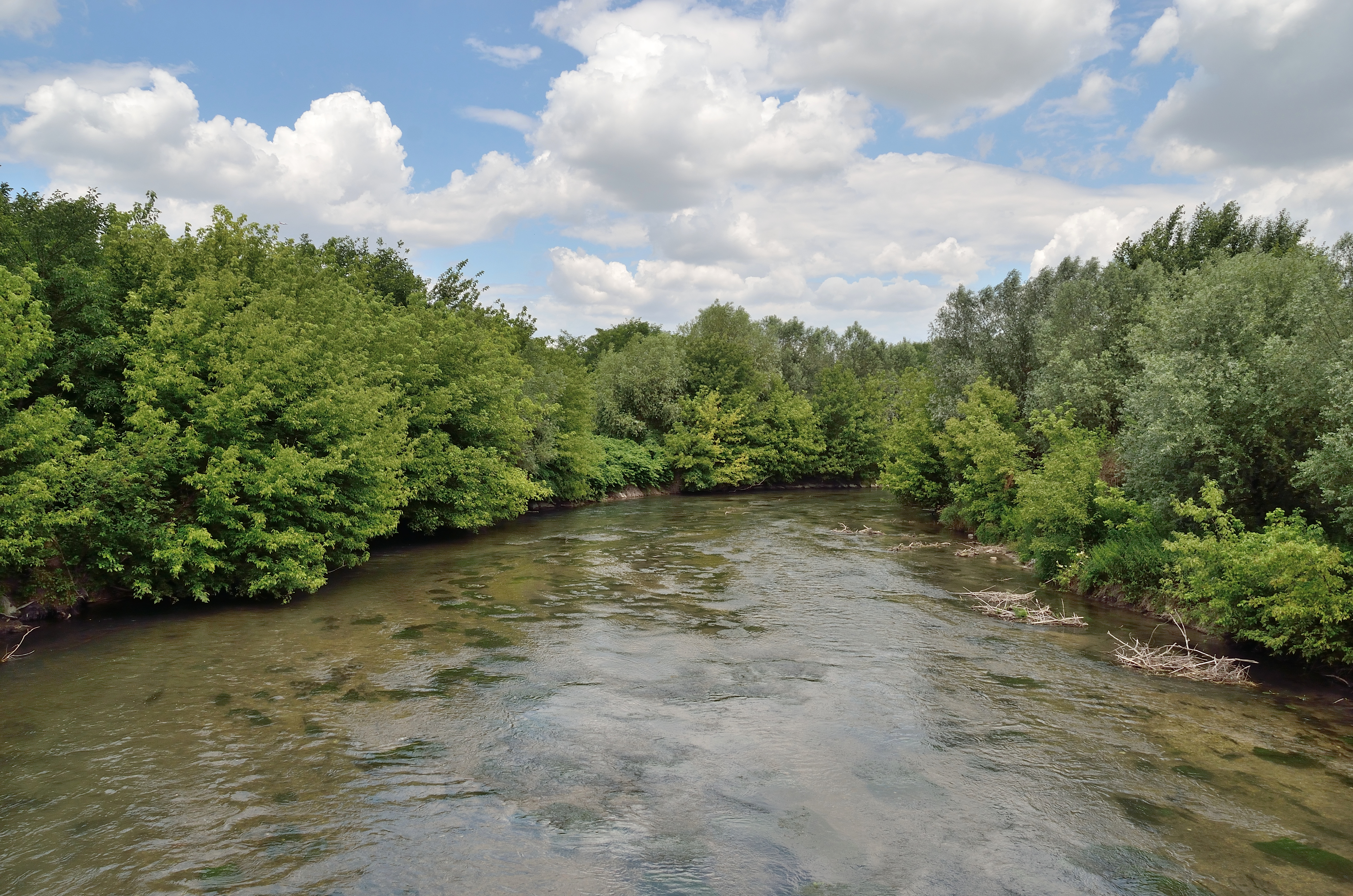
Tok ve Fischamendu
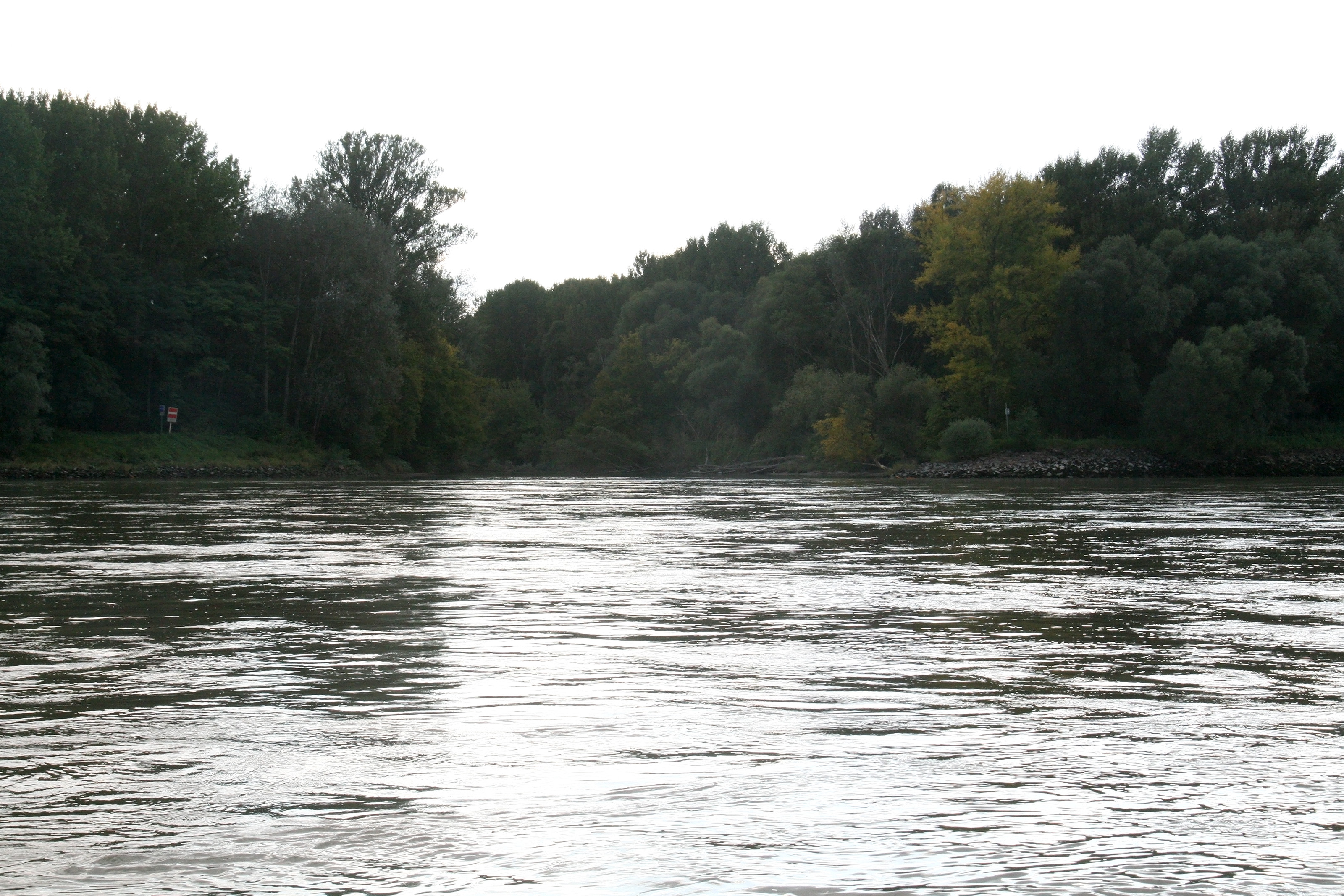
Ústí řeky do Dunaje